# Acacia calderoni
Acacia calderoni é uma espécie de leguminosa do gênero Acacia, pertencente à família Fabaceae.